# Alfredo Martínez Ramírez
Alfredo Martínez Ramírez (Logroño, 1962) es licenciado en Biología y doctorado en 1991 en Biología celular por la Universidad de Navarra. 
Trabajó durante 11 años en los Institutos Nacionales de la Salud de EE. UU. (Bethesda, MD). 
Ha publicado más de 170 artículos científicos. 
En 2004 se incorporó al Instituto Cajal (CSIC), en Madrid, con un contrato Ramón y Cajal. Su investigación se centró en isquemia cerebral y tumores del sistema nervioso central.
Trabajó en el estudio que comprueba cómo la presencia del gen AHRR (Represor del Receptor de Hidrocarburos de Arilo) reduce la capacidad de las células tumorales para actuar sobre el organismo y sobre las conclusiones que sugieren que el AHRR puede constituir una diana terapéutica eficaz para crear nuevos fármacos capaces de frenar el crecimiento de tumores. El trabajo fue publicado por el The Journal of Clinical Investigation.
En 2007 el Centro Riojano de Madrid le entregó el Premio de las Ciencias y las Artes en reconocimiento a su labor como Científico, Biólogo e Investigador. 
En octubre de 2008 se trasladó al Centro de Investigación Biológica de La Rioja (CIBIR), como jefe de grupo dentro del área de Oncología, donde trabaja en angiogénesis y nuevas terapias antitumorales.
Se puede encontrar una lista actualizada de sus publicaciones en: 
- Acta (enlace roto disponible en Internet Archive; véase el historial, la primera versión y la última).

- Datos: Q5667838